# 多羅希夫卡 (紹斯特卡區)
多羅希夫卡（烏克蘭語：Дорошівка）是位於烏克蘭東北部的村莊，由蘇梅州紹斯特卡區的赫盧希夫市鎮負責管轄。該村處於克萊姆利亞河右岸，距離內普柳耶韋6公里，海拔高度167米，2001年人口316。